# Kreisgrabenanlage von Podhájska
Die Kreisgrabenanlage von Podhájska ist die neuest entdeckte (Stand 2025) Kreisgrabenanlage der Slowakei. Sie datiert  in das Mittelneolithikum und ist mit der Lengyel-Kultur zu assoziieren. Sie zeichnet sich durch ihre äußerst komplexe Struktur aus.

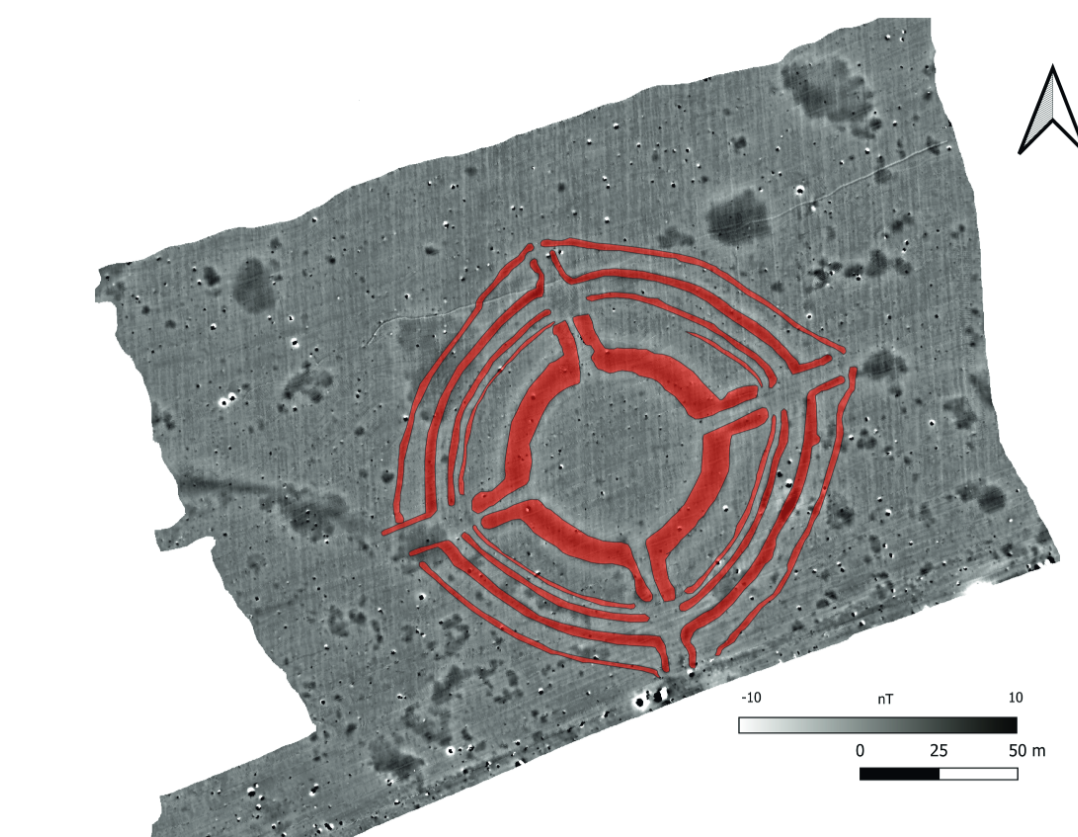
Interpretation der Grabenanlage Podhájska

## Forschung und Befunde
Die Kreisgrabenanlage wurde 2022 bei Geomagnetikmessungen der Akademischen Wissenschaften Nitra und des Sonderforschungsbereichs 1266 der Universität zu Kiel entdeckt. Ausgrabungen erfolgten in den Jahren 2023 und 2024.
Die Fundstelle befindet sich an einem sanften Hang in der Nähe des Liska-Bachs, zwischen den Dörfern Podhájska (im Osten) und Radava (im Südwesten), entlang der Straße II/580 in den Donauhügeln. Diese Region besteht aus Ebenen, Hügeln und niedrigen Hochländern, wobei die Fundstelle selbst auf einer leichten Erhebung liegt. Die umliegenden Bodentypen umfassen Fluvisol, Tschernosem, Löss und Luvisol.
Geophysikalische Untersuchungen zeigen eine gut erhaltene, kreisförmige Einhegung mit einem maximalen Durchmesser von 158 m und vier Öffnungen, die in ENO-WSW- und NNW-SSO-Richtung ausgerichtet sind.
Ausgrabungen ergaben drei große Grabensysteme. C14-Datierungen von 16 Tierknochenproben deuten darauf hin, dass die Nutzung der Fundstelle zwischen 4800 und 4650 v. Chr. stattfand. Während erste Modelle eine sukzessive Errichtung der Gräben vermuteten, zeigen die Ergebnisse überlappende Bau- und Verfüllungsprozesse über einen relativ kurzen Zeitraum, möglicherweise innerhalb von 185 Jahren.
Der innerste Graben, typisch für Lengyel-Rondelle, ist 13 m breit und 5,2 m tief und weist mehrere Verfüllungsschichten auf. Ausgrabungen im Jahr 2023 identifizierten sieben Schichten mit Nachweisen von Löss, Ton, Holzkohle und wasserbeeinflussten Ablagerungen. Der mittlere Graben ist 1,8–2,5 m breit und 40 cm tief, ohne klare Schichtungen. Der äußerste Graben ist 5 m breit und 2,4 m tief, enthält vier Verfüllungsschichten und zeigt Spuren von Feueraktivität.
Zusätzliche Merkmale umfassen zwei schwache Strukturen—möglicherweise kleine Gräben oder Palisaden—nahe dem Eingang. Eine große Siedlungsgrube (13 × 7 m) in der Nähe des nordöstlichen Eingangs wurde ausgegraben und zeigte drei deutlich unterscheidbare Nutzungsphasen, jedoch keine klaren Hausstrukturen.
Insgesamt wurde die Anlage wahrscheinlich innerhalb kurzer Zeit geplant, gebaut und genutzt, wobei die Grabenanlagen überlappend angelegt wurden, anstatt in streng sequenzierten Phasen zu entstehen.

## Bedeutung
Kreisförmige Einhegungen zeigen eine bemerkenswerte Vielfalt und entziehen sich einer einheitlichen Definition. Sie variieren erheblich in Größe, Anzahl der Gräben, Gestaltung und Ausrichtung der Eingänge sowie in ihrer inneren Struktur. Während das grundlegende Konzept ihres Baus über große Regionen hinweg geteilt zu sein scheint, spiegelt die konkrete Umsetzung jeweils die spezifischen Bedürfnisse und Präferenzen der errichtenden Gemeinschaften wider. Podhájska gehört nicht zu den größten bekannten Einhegungen, doch ihr komplexes Design und außergewöhnlich tiefe Gräben, die in der innersten Sektion über 5 Meter erreichen, unterstreichen ihre Besonderheit.